# Demo (réacteur)
Pour les articles homonymes, voir démo.
DEMO ou Démo (de l'anglais Demonstration Power Plant) est un projet de réacteur nucléaire de démonstration à fusion, qui devrait montrer à l'horizon de 2050 qu'il sera possible de produire de l'électricité par fusion de noyaux de tritium et de deutérium. Le projet consiste à créer un ou plusieurs démonstrateurs technologiques qui devraient succéder au réacteur expérimental ITER.

## Présentation
L’objectif du projet DEMO est de démontrer qu’il est possible de produire de l’électricité, à la manière d’une centrale électrique traditionnelle, en utilisant l’énergie dégagée par des réactions de fusion nucléaire se produisant au cœur d’un plasma d'isotopes lourds de l'hydrogène porté à haute température (plusieurs centaines de millions de degrés Celsius).
Les projets présentés en décembre 2013 par les membres du réacteur thermonucléaire expérimental international, ITER, envisagent le lancement de la construction d'un DEMO dans les années 2030 et le début de l'exploitation à l'orée de la décennie suivante.
Les principales différences par rapport au réacteur de recherche ITER consistent à reproduire, extraire, traiter et recycler le tritium nécessaire au fonctionnement du plasma, à permettre de supporter les deux ordres de grandeur de la fluence neutronique à vie plus grande[pas clair], et à maîtriser les niveaux de dose de rayonnement qui en résultent, qui limitent les possibilités de maintenance à distance. Cela implique d'utiliser de l'acier à faible activation[pas clair] pour les composants de la cuve, qui doivent cependant fonctionner à haute température pour une conversion d'énergie efficace.
Il convient tout d’abord de démontrer la faisabilité d’un tel projet, ce qui nécessite la réalisation de trois conditions qui sont encore aujourd’hui à l’état d’hypothèse :
- l’énergie produite par les réactions de fusion nucléaire doit être supérieure à l’énergie nécessaire pour maintenir le plasma en condition de réaliser les réactions de fusion ;
- l’énergie produite par les réactions de fusion doit pouvoir être transformée en électricité ;
- les réactions de fusion doivent être soutenues durant un temps long permettant la production industrielle d’électricité.

Concernant la première condition, le tokamak JET (acronyme de Joint European Torus) possède aujourd’hui le record de production d’énergie de fusion lors d'une décharge durant moins d'une seconde, mais le résultat reste toujours négatif, l’énergie produite ne représentant pendant une fraction de seconde que 65 % de l’énergie injectée dans le plasma pour le chauffer. Un des objectifs de l’expérimentation ITER est de démontrer qu’un bilan énergétique positif est possible y compris en prenant en compte toute la puissance utilisée par dispositif. ITER a l’ambition de produire 500 MW de puissance de fusion nucléaire durant plusieurs minutes, c'est-à-dire jusqu’à dix fois la puissance de chauffage injectée (50 MW). Globalement, la machine produirait ainsi sensiblement davantage de puissance qu'elle n'en consomme pendant cette expérience de quelques minutes. Cependant, un bilan positif en énergie est beaucoup plus complexe à obtenir, et il ne pourra pas être positif dans cette expérimentation.
Concernant la deuxième condition, l’énergie produite par les réactions de fusion est constituée de rayonnement gamma de haute énergie, de particules alphas très énergétiques et de neutrons. Ces énergies sont « récupérable » par le biais notamment d’échange de chaleur avec un fluide. Plusieurs expérimentations sont actuellement en cours employant notamment des dispositifs de type « tokamak sphérique » testant différentes configurations de collecte des particules et des gaz dans la structure nommée divertor magnétique.
La troisième condition, qui demeure à ce jour la plus problématique à réaliser, est celle du fonctionnement quasi-continu. En effet, une centrale électrique, par définition, produit de l’électricité de manière continue sans interruption sur une longue durée, même si certaines tranches de la centrale sont à l’arrêt régulièrement pour des opérations de maintenance. Par exemple, dans le cadre d’une centrale nucléaire actuellement en exploitation chaque tranche est arrêtée pour des raisons de maintenance tous les 12 à 18 mois pour une période de 30 jours environ. Les expérimentations actuelles sont très éloignées de cette temporalité puisque les dispositifs actuels ne réalisent les réactions de fusion que sur des durées très brèves. Le record de durée de maintien d’un plasma peu dense qui est bien loin des conditions de fusion est de 390 secondes et est détenu par le tokamak français à bobines supraconductrices Tore Supra. ITER a l’ambition de maintenir un plasma en condition de réaliser des réactions de fusion durant au moins 400 secondes, et les modèles de simulation cherchent à savoir si au-delà de cette durée, il sera possible de se passer de l'apport extérieur de chaleur avec un plasma entretenu par la réaction elle-même.
L’exploitation des données issues du réacteur expérimental de fusion nucléaire ITER s’avère donc indispensable pour permettre de concevoir un cahier des charges destiné à un réacteur de démonstration de production d’électricité. Il est impossible aujourd’hui de trancher sur telle ou telle spécification et de nombreuses questions restent toujours sans réponse : Quels matériaux utiliser à l'intérieur du dispositif, emplacement où la pression magnétique est la plus forte dans le cadre d’un réacteur à fonctionnement continu ? Le solénoïde central est-il indispensable ? Quel type de divertor sera le plus performant pour « récupérer » les particules et l’énergie des rayonnements à haute énergies des réactions de fusion ? Quelle forme (design et ratio d’aspect) doit prendre un réacteur de démonstration ?
Les combustibles candidats pour alimenter un réacteur de démonstration sont le deutérium (l'un des isotopes de l'hydrogène), et le tritium, produit à partir du rayonnement neutronique en interaction avec l'isotope 6 du lithium. « Ce cycle ne sera que partiellement testé dans ITER par le projet de test technologique des cellules tritigènes. Demo devrait donc être ensuite une machine permettant de finaliser cette démonstration. Il sera logiquement suivi d'une filière industrielle, avec des prototypes électronucléaires à la fin du XXIe siècle ».

## Considérations techniques
Les combustibles nucléaires candidats sont le deutérium et le tritium. Lors de la fusion, les deux noyaux se rejoignent pour former un noyau d'hélium (une particule alpha ) et un neutron de haute énergie, ce processus impliquant ce qu'on nomme un "défaut de masse" qui en application de l'équivalence masse-énergie d'Einstein (1905) libère une grande quantité d'énergie. Notons que c'est le processus à l’œuvre dans la Bombe-H (1952),.
L'énergie nécessaire pour initier la fusion des noyaux est très importante car les protons de chaque noyau se repoussent fortement électrostatiquement (barrière de potentiel) ; en effet, ils sont tous deux chargés positivement. Pour fusionner, les noyaux doivent être à moins d'un femtomètre (10−15 m) les uns des autres, distance à laquelle l'effet tunnel (la matière est alors représentée par une fonction d'onde) permet aux constituants des nucléons de se trouver alors dans le même espace et ainsi fusionner.
Un dispositif de type tokamak nécessite à la fois un plasma dense et des températures élevées pour que la réaction de fusion soit maintenue. Les températures élevées donnent aux noyaux suffisamment d'énergie cinétique pour surmonter leur répulsion électrostatique. Cela nécessite des températures de l'ordre de 200 000 000 °C qui sont obtenues en utilisant l'énergie de diverses sources, y compris le chauffage ohmique (des courants électriques induits dans le plasma), les micro-ondes ou l'injection de faisceaux neutres très énergétiques.
Les enceintes classiques de confinement ne supportent pas ces températures, de sorte que le plasma doit être tenu à l'écart des parois par confinement magnétique des particules chargées.
Lorsque la fusion nucléaire est amorcée, les neutrons de haute énergie sont émis par le plasma, ainsi que des rayons X. Comme les neutrons transportent la majorité de l'énergie de la fusion nucléaire et ne réagissent pas au champ électrique, ils seront la principale source d'énergie thermique du réacteur et absorbés partiellement dans une couverture refroidie à l'eau pressurisée. Les particules alpha (noyaux d'hélium) très énergétiques resteront en principe, et on l'espère, confinées en contribuant au chauffage du plasma. Pour maintenir la décharge, ce chauffage interne devra compenser tous les mécanismes de perte (principalement les rayons X de la décélération électronique) qui ont tendance à refroidir le plasma très rapidement.
L'enceinte de confinement du tokamak aura une double paroi composée de carreaux de céramique ou de composites contenant des tubes dans lesquels coulera du lithium-6 liquide, refroidissant ainsi la paroi. Le lithium absorbe facilement les neutrons à grande vitesse pour former de l'hélium et du tritium, qui devront à leur tour être extraits, séparés et reconditionnés pour une réinjection dans le cas du tritium.
L'évacuation de chaleur suivra un processus classique de centrale nucléaire. L'augmentation de la température sera transmise à un autre liquide de refroidissement (intermédiaire), éventuellement de l'eau liquide (sous pression) dans un circuit sous pression scellé. La chaleur du liquide de refroidissement intermédiaire sera utilisée pour porter à ébullition l'eau dans un échangeur de chaleur. La vapeur de l'échangeur de chaleur sera utilisée pour entraîner les turbines et les générateurs, afin de créer du courant électrique. L'énergie thermique perdue au-delà de l'énergie électrique générée est rejetée dans l'environnement. Le « sous-produit » hélium est évacué par la structure magnétique qu'est le divertor.
Le projet devrait s'appuyer sur les résultats d'ITER pour en définir les particularités. De nombreuses questions restent aujourd’hui sans réponse, y compris les méthodes de chauffage et la méthode de capture des neutrons de haute énergie,,,,.

## Différents projets internationaux
| Projet       | Chauffage (MW) | Production (MW)  | Valeur Q | Rapport de forme | Volume de plasma (m3) | R / a (m) |
| ------------ | -------------- | ---------------- | -------- | ---------------- | --------------------- | --------- |
| JET          | 24             | 16 (0,5 seconde) | 0,67     | 2,36             | 80                    | 2.96/1.25 |
| ITER         | 50             | 500 (4 minutes)  | 10       | 3                | 800                   | 6.2/2.1   |
| Suite d’ITER | 80             | 2000             | 25       | 3                | 2200                  | 9/3       |
| STEP         | 50             | 1500             | 30       | 1,1              | 45                    | 2.2/2     |
| CFETR        | -              | 1000             | >10      | 3.27             | 400-700               | 7.2/2.2   |
| K-DEMO       |                | environ 1000     |          | 3,23             | 600                   | 6.8/2.1   |

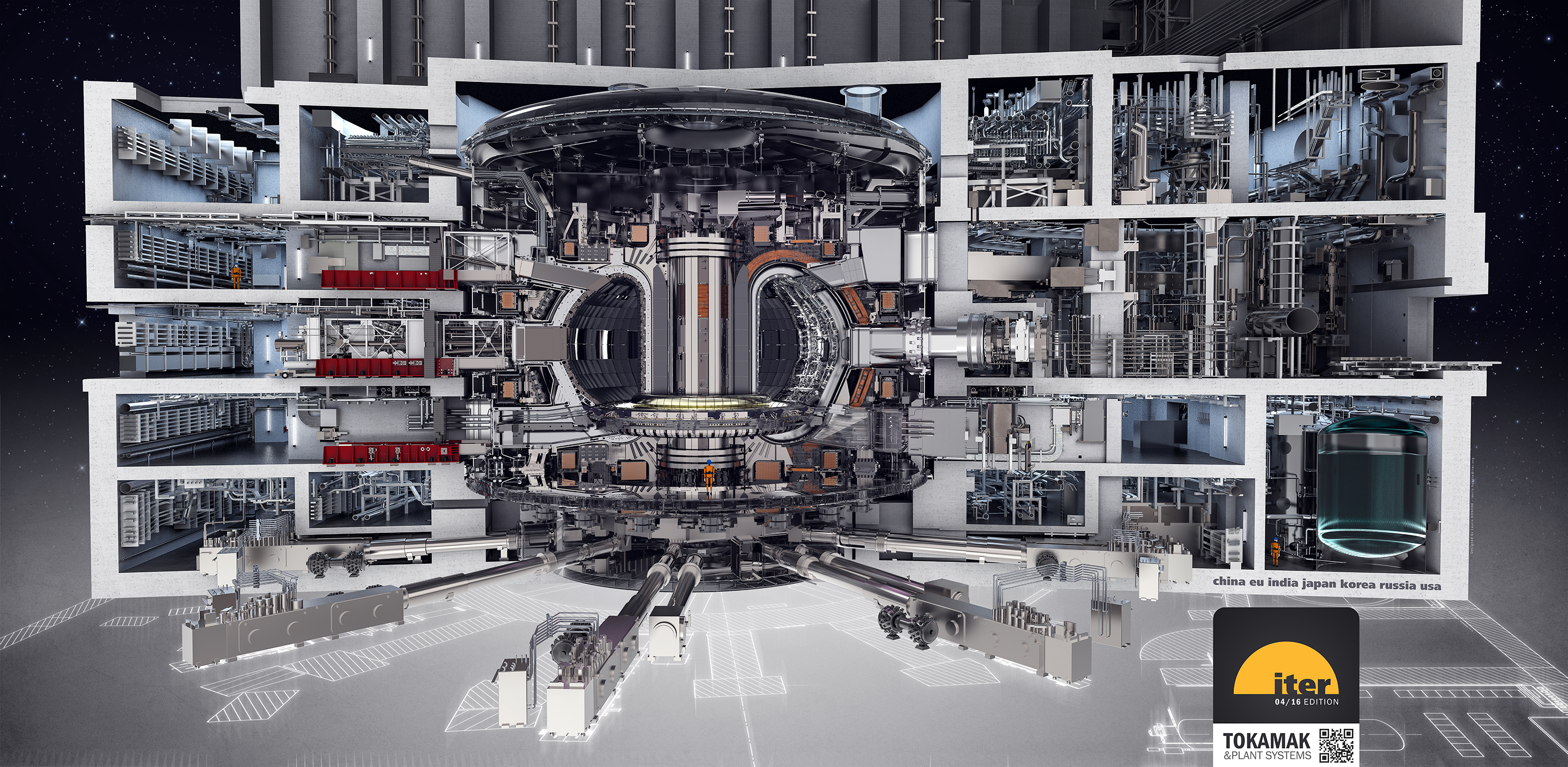
Concept art du réacteur expérimental ITER. Un réacteur de démonstration dans la suite d'ITER aurait la même conception et serait environ 30 % plus grand (l'échelle est donnée par un personnage au centre sous le solénoïde).

En l'absence de véritable cahier des charges pour la construction d’un réacteur de démonstration fonctionnant selon le principe de la fusion nucléaire, il existe plusieurs projets complémentaires en compétition à l’horizon 2060-2080 engageant un ou plusieurs pays, un ou plusieurs acteurs publics et privés.
Pour les pays participants au consortium ITER, la construction d’un réacteur de démonstration est naturellement l’étape suivante qui interviendra lorsque l’exploitation du réacteur expérimental ITER aura permis d’affiner un cahier des charges. Pour l'heure, plusieurs des pays participants au projet ITER (Chine, Union européenne, Inde, Japon, Corée, Russie, États-Unis) ont d'ores et déjà proposé des contraintes concernant les spécificités d’un réacteur de démonstration.
Il existe ainsi plusieurs grands types de projet pour la construction d’un réacteur de démonstration. Le projet principal est très certainement celui des promoteurs européens d’ITER que l’on pourrait qualifier de « suite d’ITER » dans lequel le Japon est partenaire. Ces spécifications ne sont pas figées mais peuvent se comprendre de la manière suivante : refaire ITER en plus grand.
Le rapport final du comité d'ingénierie et de médecine 2019 de l'Académie nationale des sciences américaine donne son avis sur un plan stratégique pour la recherche aux États-Unis. Il note : « un grand dispositif DEMO ne semble plus être le meilleur objectif à long terme pour le programme des États-Unis. Au lieu de cela, les innovations scientifiques et technologiques et l'intérêt croissant et le potentiel pour les entreprises du secteur privé de faire progresser les concepts et les technologies de l'énergie de fusion suggèrent que des installations plus petites et plus compactes attireraient mieux la participation industrielle et raccourciraient le temps et réduiraient le coût de la voie de développement vers énergie de fusion commerciale ». »

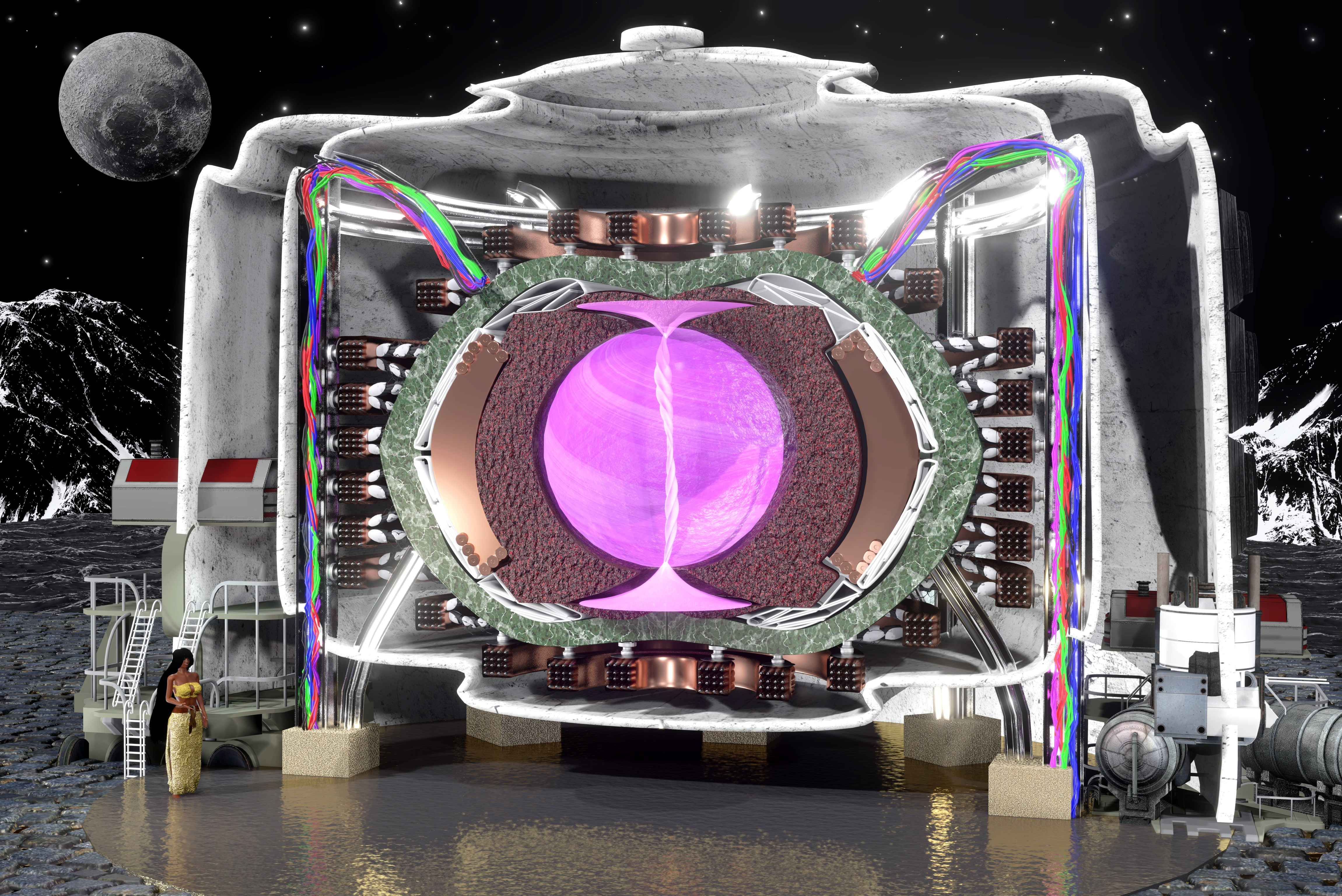
Concept art d'un tokamak sphérique de démonstration sans solénoïde, conception environ dix fois plus compacte qu'un tokamak traditionnel torique.

Plusieurs entreprises du secteur privé visent désormais à développer leurs propres réacteurs à fusion à l’horizon 2030-2040. En Octobre 2019, UK Atomic Energy annonce le projet d'un « Tokamak sphérique pour la production d' énergie » (STEP). Un tel projet s’appuyant sur les promesses d’un rendement et d’une compacité dix fois supérieure au tokamak traditionnel bien qu'aucun dispositif de grande puissance n’ait été encore testé.
La machine CFETR proposée par la Chine a aussi l'ambition de réaliser la démonstration d'une production d’électricité dans un réacteur de type tokamak,.
La Corée du sud possède un projet assez comparable dénommé K-DEMO,,.
La Russie ne semble plus développer de projet de réacteur de fusion nucléaire de démonstration. Le projet russe (Demo-FNS) est particulier car il vise à créer un réacteur hybride fission/fusion visant à réutiliser les neutrons produits par la réaction de fusion pour recycler des déchets nucléaires ou créer du combustible à partir de thorium ou d’uranium appauvri,.

## Comparaison avec ITER
(mai 2019).
Avec une puissance thermique de 1 500 MW pour le prototype japonais, ce prototype devrait être plus puissant qu’ITER (500 MW de fusion pendant quatre minutes), la production atteignant les valeurs correspondant à une centrale électrique moderne. DEMO sera le premier réacteur à fusion à pouvoir produire de l'énergie électrique. Les expériences précédentes, telles qu’ITER, dissipent principalement la puissance thermique qu’elles consomment et produisent dans l’atmosphère sous forme de vapeur d’eau dans les tours de refroidissement.
Pour atteindre ces objectifs, DEMO devrait être un tokamak de six à dix mètres de diamètre extérieur suivant les projets et un plasma environ 30 % plus dense.[réf. nécessaire] .

## Après Demo

La réaction de fusion deutérium-tritium (D-T) comme la plus prometteuse pour produire de l'énergie de fusion.

Le projet Demo devrait ouvrir la voie à la construction en série des premiers réacteurs commerciaux, qui doivent coûter le quart du prix des Demo. Ceux-ci ne devraient pas être opérationnels avant 2060, ce qui impliquerait de construire Demo avant d'avoir le retour d'expérience d'ITER (premier plasma prévu en décembre 2025 et première fusion en décembre 2035) et de construire les réacteurs commerciaux avant le commissionnement de DEMO prévu pour 2054 au mieux.
Le calendrier affiché par les partenaires proposait initialement un début de construction d'un premier réacteur de démonstration en 2030, pour une première exploitation en 2040. En 2019, le directeur général d'ITER évoque le lancement de la construction du premier réacteur commercial vers 2045-2050 et sa mise en service dix ans plus tard, ce qui semble aujourd'hui plutôt irréaliste soit un délai de vingt ans par rapport à l'article précédemment cité.
Le successeur de DEMO devrait être PROTO.

## Déchets
Le combustible utilisé par Demo ne devient pas radioactif après la réaction, cependant les éléments en métal près du plasma deviendront radioactives par activation neutronique. Néanmoins, la durée de vie des déchets serait assez courte au regard de ceux qui sont produits par la fission nucléaire, ce qui permettrait leur traitement plus aisé.